# Người Nhật Bản ở Nga
Người Nhật Bản ở Nga tạo thành từ một phần nhỏ của cộng đồng Nikkeijin trên toàn thế giới, bao gồm chủ yếu là người Nhật Bản ở nước ngoài và con cháu của họ sinh ra ở Nga. Họ bao gồm nhân vật chính trị đáng chú ý trong số họ.